# Takstol

Två takstolar som är sammanbundna med bjälkar som bär upp taket.

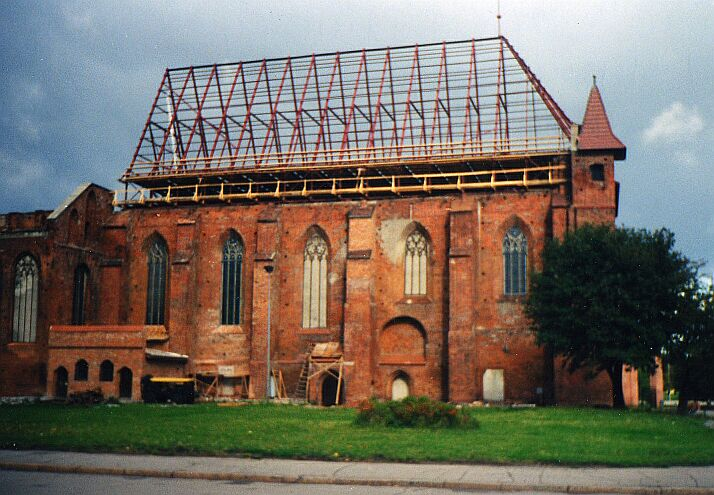
Takstolar på en kyrka under rekonstruktion i Ryssland.

Takstol är en del av den bärande konstruktionen i ett yttertak, i sin enklaste form bestående av två mot varandra lutande sparrar, som möts i taknocken och nedtill sammanbinds av en horisontell bjälke. Trätakstolar produceras ofta i tjockleken 45 mm och ställs normalt ut på hammarbandet med avstånd på 1,2 m centrumavstånd. Takstolar tillverkas även av stål och betong. En metod för att bygga takstolar av stålstänger och gjutjärn uppfanns av Camille Polonceau.
De vågräta bjälkarna i takstolar kallas hanbjälke. 
Utifrån byggtekniska krav och estetiska hänsyn formas takstolar enligt ett antal standardutföranden:
- Sadeltakstol
- Fackverkstakstol
- Saxtakstol
- Mansardtakstol
- Pulpettakstol
- Polonceautakstol